# Королевские военно-воздушные силы Брунея
Королевские военно-воздушные силы Брунея (малайск. Tentera Udara Diraja Brunei) — один из видов вооружённых сил Султаната Бруней. Образованы в 1965 году. На военно-воздушные силы Брунея возлагаются задачи по обеспечению воздушной обороны страны, ведению воздушного наблюдения и осуществлению поисково-спасательных операций, а также воздушной поддержки сухопутных и военно-морских сил Брунея, и участию в операциях в интересах национальной безопасности.

## История
Королевские ВВС Брунея были образованы в 1965 году как Воздушное крыло Королевского брунейского малайского полка. Основной задачей воздушного крыла была доставка врачей в отдалённые районы страны. Для этой цели имелись два вертолёта Sikorsky S-55, пилотируемые лётчиками из Всемирной Вертолётной Компании (англ. Worldwide Helicopter Company).
В 1966 году их сменили три британских лётчика из королевских ВВС Великобритании, пилотировавшие вертолёты Westland Whirlwind. С 1967 года это подразделение было известно как Вертолётный отряд. Вскорe были получены вертолёты Bell 206 Jet Ranger.
Воздушная техническая учебная школа была образована в 1980 году. В 1981 году была образована 2-я эскадрилья, получившая вертолёты Bolkow BO 105. 3-я эскадрилья была образована в 1982 году и получила самолёты SIAI Marchetti SF-260W. Увеличения материальной базы и численности личного состава повлекло за собой создание Воздушного крыла вооружённых сил Брунея. 1 октября 1991 года Воздушное крыло Брунея получило своё соврененное название — Королевские воздушные силы Брунея.
В 1997 году в составе Королевских ВВС Брунея появились 4-я эскадрилья, оснащённая вертолётами S-70A Blackhawk, 5-я эскадрилья, получившая военно-транспортные самолёты CN-235 и эскадрилья обороны авиабазы. В том же году 3-я эскадрилья получила самолёты Pilatus PC-7 Mk.II. 38-я эскадрилья была образована в 1999 году и получила на вооружение ракеты «Мистраль».

## Организационный состав
Организационно ВВС Брунея состоят из пяти крыльев:
- Операционное крыло
- Воздушный полк
- Крыло материально-технического обеспечения
- Учебное крыло
- Административное крыло

## Пункты базирования
Военно-воздушные силы Брунея базируются на авиабазе Римба, напротив международного аэропорта в столице Брунея Бандар-Сери-Бегаван. Некоторые подразделения также размещены в гарнизонах Пенанджонг (малайск. Penanjong) и Беракас (малайск. Berakas).
- Авиабаза Римба (Международный аэропорт Брунея), Бандар-Сери-Бегаван

## Боевой состав
| Обозначение формирования или части                      | Вооружение и оснащение | Место расположения |                    |                    |                    |
| Операционное крыло                                      | Операционное крыло     | Операционное крыло | Операционное крыло | Операционное крыло | Операционное крыло |
| ------------------------------------------------------- | ---------------------- | ------------------ | ------------------ | ------------------ | ------------------ |
| 1-я эскадрилья                                          | Bell 212, Bell 214ST   | Авиабаза Римба     |                    |                    |                    |
| 2-я эскадрилья                                          | Bolkow BO 105          | Авиабаза Римба     |                    |                    |                    |
| 4-я эскадрилья                                          | Blackhawk S-70A        | Авиабаза Римба     |                    |                    |                    |
| 5-я эскадрилья                                          | CN-235                 | Авиабаза Римба     |                    |                    |                    |
| Подразделение парашютной тактической воздушной доставки | нет данных             | Авиабаза Римба     |                    |                    |                    |
| Противопожарное подразделение                           | нет данных             | Авиабаза Римба     |                    |                    |                    |
| Воздушный полк                                          |                        |                    |                    |                    |                    |
| 33-й дивизион                                           | ЗРК Rapier             | Авиабаза Римба     |                    |                    |                    |
| 38-й дивизион                                           | ПЗРК Mistral           | Авиабаза Римба     |                    |                    |                    |
| Дивизион охраны авиабазы                                | нет данных             | Авиабаза Римба     |                    |                    |                    |
| Техническая учебная школа                               | нет данных             | нет данных         |                    |                    |                    |

## Техника и вооружение
Данные о технике и вооружении ВВС Брунея взяты со страницы журнала Aviation Week & Space Technology.
| Изображение | Название                      | Производство | Назначение            | Количество | Примечания |
| Самолёты    | Самолёты                      | Самолёты     | Самолёты              | Самолёты   | Самолёты   |
| ----------- | ----------------------------- | ------------ | --------------------- | ---------- | ---------- |
|             | IPTN CN-235                   | Индонезия    | транспортный самолёт  | 1          |            |
|             | Pilatus PC-7 Mk II            | Швейцария    | учебно-тренировочный  | 4          |            |
| Вертолёты   |                               |              |                       |            |            |
|             | Bell Helicopter Textron 206B  | США          | многоцелевой вертолёт | 5          |            |
|             | Bell Helicopter Textron 212   | США          | многоцелевой вертолёт | 10         |            |
|             | Bell Helicopter Textron 214ST | США          | многоцелевой вертолёт | 1          |            |
|             | Eurocopter BO 105CB           | Германия     | многоцелевой вертолёт | 6          |            |
|             | Sikorsky S-70A                | США          | многоцелевой вертолёт | 4          |            |
|             | Sikorsky S-70C                | США          | многоцелевой вертолёт | 2          |            |

## Опознавательные знаки
- Знак на фюзеляж
- Знак на киль

### Эволюция опознавательных знаков
| Опознавательный знак | Знак на фюзеляж | Знак на киль | Когда использовался             | Порядок нанесения |
| -------------------- | --------------- | ------------ | ------------------------------- | ----------------- |
| нет                  | нет данных      |              | нет данных                      |                   |
| нет данных           |                 |              | нет данных — по настоящее время |                   |

## Знаки различия

### Генералы и офицеры
| Категории               | Генералы      | Генералы          | Старшие офицеры | Старшие офицеры  | Старшие офицеры | Младшие офицеры | Младшие офицеры | Младшие офицеры   | Младшие офицеры |
| ----------------------- | ------------- | ----------------- | --------------- | ---------------- | --------------- | --------------- | --------------- | ----------------- | --------------- |
| Погон                   |               |                   |                 |                  |                 |                 |                 |                   |                 |
| Брунейское звание       | Mejar Jeneral | Brigadier Jeneral | Kolonel         | Leftenan Kolonel | Mejar           | Kapten          | Leftenan        | Leftenan Muda     | Pegawai Kadet   |
| Российское соответствие | Генерал-майор | нет               | Полковник       | Подполковник     | Майор           | Капитан         | Лейтенант       | Младший лейтенант | нет             |

### Сержанты и солдаты
| Категории               | Подофицеры        | Подофицеры       | Сержанты и старшины | Сержанты и старшины | Сержанты и старшины | Солдаты       | Солдаты |
| ----------------------- | ----------------- | ---------------- | ------------------- | ------------------- | ------------------- | ------------- | ------- |
| Нарукавный знак         |                   |                  |                     |                     |                     |               | нет     |
| Брунейское звание       | Pegawai Waran I   | Pegawai Waran II | Staf Sarjan         | Sarjan              | Korporal            | Lans Korporal | Soldadu |
| Российское соответствие | Старший прапорщик | Прапорщик        | Старшина            | Сержант             | Младший сержант     | Ефрейтор      | Рядовой |